# Cephalodella globata
Cephalodella globata är en hjuldjursart som först beskrevs av Gosse 1887.  Cephalodella globata ingår i släktet Cephalodella och familjen Notommatidae. Inga underarter finns listade i Catalogue of Life.